# Enriquillo (Taíno)

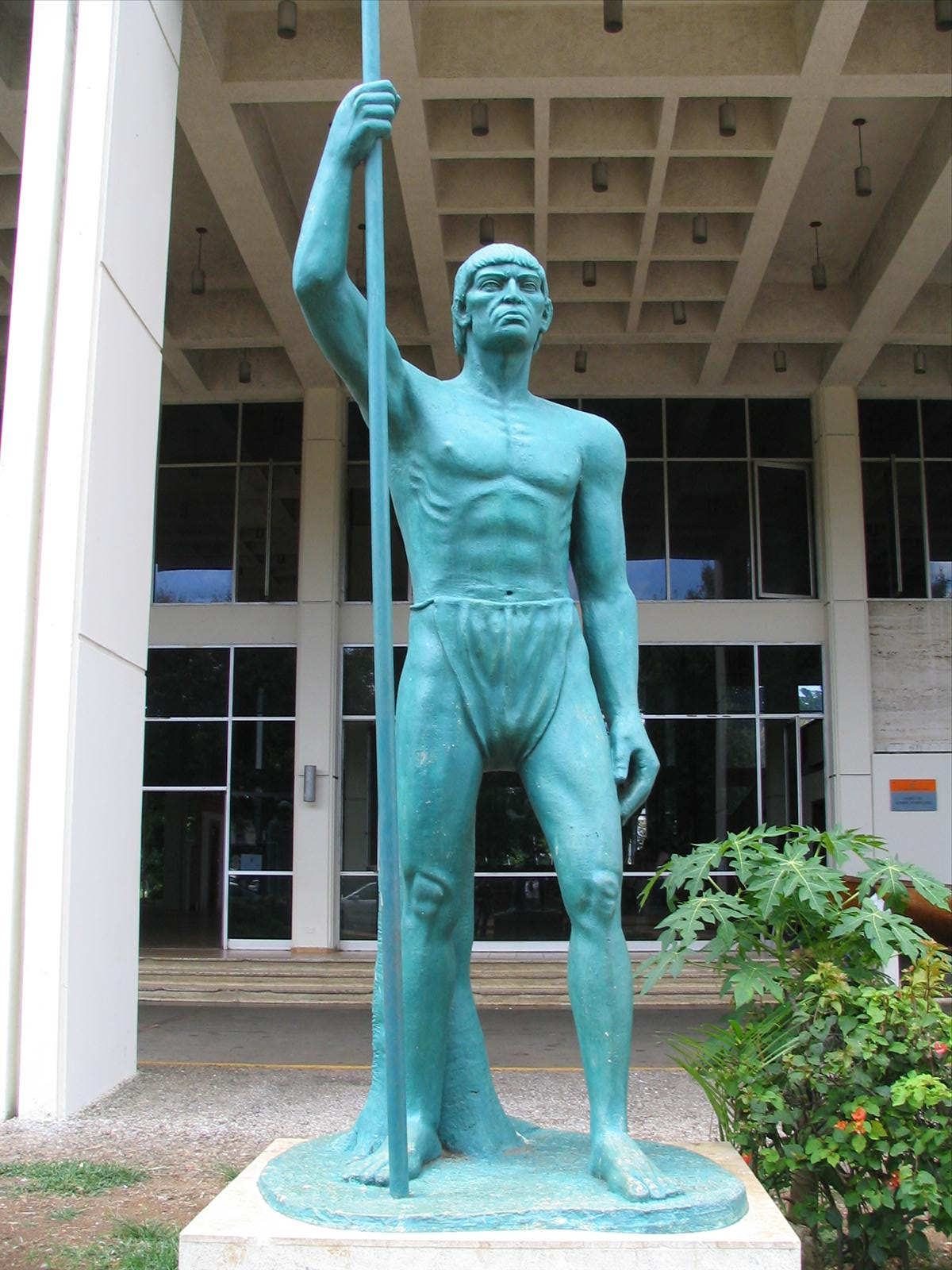
Standbeeld van Enriquillo in Santo Domingo

Enriquillo was een cacique van de Taíno. Hij was leider in de opstand tegen de Spanjaarden van 1519 tot 1533. Tijdens het bijwonen van vredesbesprekingen in Jaragua met de Spaanse overheersers, onder leiding van zijn tante Anacaona, werden zijn vader en tachtig andere regionale leiders gedood. Tijdens de gesprekken staken Spaanse soldaten het huis, waar de vergadering plaatsvond, in brand en doodden iedereen die de vlammen probeerde te ontvluchten. Enriquillo werd vervolgens opgevoed in een klooster in Santo Domingo. Een van zijn mentors was Bartolome de las Casas.

## Leven
De goede betrekkingen tussen Christoffel Columbus en de inheemse Taíno op Hispaniola, zoals Columbus het eiland noemde, duurden niet langer dan een paar dagen. Nadat Columbus de Taíno´s martelde en doodde in een poging hen te dwingen hem goud te bezorgen, ging hij over tot slavernij in goudmijnen en op suikerrietplantages als een manier om te profiteren van zijn reizen.
In de eerste helft van de 16e eeuw ontstonden verschillende opstanden. De bekendste vond plaats in 1522. Enriquillo begon de opstand met een groot aantal indianen uit de bergen van Baoruco, omdat de indianen daar in staat waren te blijven strijden door hun betere kennis van de regio. Doordat de Spanjaarden niet in staat waren om de rebellie onder controle te krijgen, werd een verdrag getekend tot het verlenen van, onder andere, het recht op vrijheid en bezit voor de indiaanse bevolking. Het had echter weinig zin voor de bevolking omdat in deze tijd de indiaanse bevolking snel reduceerde door de Europese ziekten.
Enriquillo had ook een vrouw, genaamd Mencía, later Doña Mencía, wat te danken was aan de betrekkingen van Enriquillo met de Spanjaarden. Ze werd aangerand door een Spanjaard genaamd Valenzuela. Toen Enriquillo probeerde de kwestie aanhangig te maken bij de Spaanse rechtbanken, kon niets worden gedaan, want het was Mencia´s woord tegen het woord van de Spanjaard. Volgens sommige schrijvers was dit het omslagpunt voor Enriquillo om de opstand in de bergen van Bahoruco te gaan leiden.

## Guarocuya
De meeste historici zijn het erover eens dat Enriquillo dezelfde persoon was als de cacique Guarocuya, wat zou betekenen dat Enriquillo behoorde tot het hoogste huis van de cacicazgo van Jaragua. Guarocuya was de neef van Anacaona, zuster van de cacique van Jaragua Bohechío en zijn uiteindelijke opvolger als Bohechío zou overlijden. Anacaona was getrouwd met Caonabó die de cacique was van het naburige Maguana cacicazgo.
Enriquillo zou zijn naam na zijn katholieke doop krijgen en zijn nieuwe naam, Enrique, waarbij Enriquillo verwees naar zijn kleine gestalte.

## Lago Enriquillo
Het zoutwatermeer Lago Enriquillo in de Dominicaanse provincie Baoruco is naar hem genoemd. Uitkijkend over het meer is de troon van Enriquillo, waarvan hij heeft gezegd daar te hebben gekampeerd tijdens de opstand.
- Library of Congress Control Number: n85230763
- Nationale Bibliotheek van Israël: 987007385672605171
- Virtual International Authority File: 33442645
- WorldCat: E39PBJdRB8TJqbd3p9MtJ8b8G3